# Johann Tobias Augustynowicz

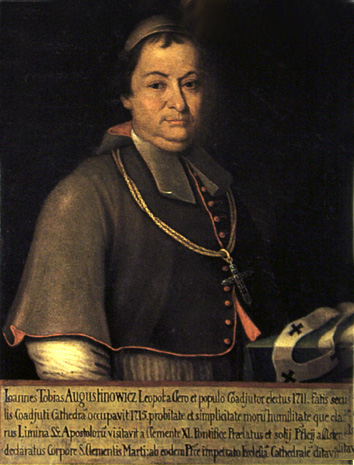
Johann Tobias Augustynowicz

Johann Tobias Augustynowicz, auch Jan Tobiasz Augustynowicz (* 24. November 1664 in Lemberg; † 22. Dezember 1751 ebenda) war ein armenisch-katholischer Geistlicher und Erzbischof der Erzeparchie Lemberg (Armenier).

## Leben
Johann Tobias Augustynowicz entstammte nach Klemens Chodykiewicz (1715–1797) dem armenischen Geschlecht der Atabeken.
Er studierte im päpstlichen Kolleg der Theatiner in Lemberg, wurde 1688 zum Diakon, 1689 zum Priester und 1711 oder 1713 zum Bischof mit dem Titularbistum Himeria geweiht. 1715 wurde er, als Nachfolger von Vartan Hunanian, zum Erzbischof der armenisch-katholischen Erzeparchie in Lemberg ernannt.
Am 7. März 1719 unternahm er eine Wallfahrt nach Rom zu den Gräbern der Apostel Petrus und Paulus; dort wurde er von Papst Clemens XI. empfangen und erhielt von diesem ein weißes und ein rotes Messgewand als Geschenk. Zugleich ernannte der Papst ihn zu seinem Assistenten und Hausprälaten und, noch während des Aufenthalts in Rom, zum Römischen Grafen.
Nach seiner Rückkehr nach Lemberg ließ er den Leichnam des heiligen Märtyrers Clemens, der von Clemens X. seinem Vorgänger geschenkt worden war, in einem silbernen Sarg in einer Kirche aufstellen.
1720 nahm er an der Synode der Ukrainischen Griechisch-Katholischen Kirche in Zamość teil, auf der wichtige Beschlüsse zur Reform der Liturgie gefasst wurden, die er dann in Lemberg einführte.
Er hinterließ zwei Manuskripte zu kirchengeschichtlichen Themen.
Sein Neffe war sein Nachfolger als Erzbischof, Jacob Stephan Augustynowicz.

## Schriften (ungedruckt)
- Promtuarium alphabeticum ex historiis, eruditionibus, sententiis sacris atque prophanis compilatum.
- Brevis relatio de primordiis Collegii Pontificii Leopoliensis.